# وزغ خاردار بنفش
وزغ خاردار بنفش (نام علمی: Leptobrachium boringii) نام یک گونه از سرده قورباغه‌های بادپای شرقی است. این گونه بومزاد جمهوری خلق چین در مناطق سیچوآن، گوئیژو و هونان است.